# Kleine Sur
Die Kleine Sur ist ein Nebenfluss der Sur. Sie entspringt im Ortsteil Tragmoos der Gemeinde Teisendorf und mündet bei Gessenhart in der Gemeinde Ainring in die Sur. Mit einer Länge von 10,2 Kilometern  ist sie einer der längsten Nebenflüsse der Sur. Ab Thundorf Mühle wird die Kleine Sur für den Mühlenbetrieb mehrmals aufgestaut.

## Verlauf
Die Kleine Sur wird durch mehrere kleinere Bachläufe in der Nähe von Tragmoos gespeist und verläuft dann ostwärts Richtung Thundorf. Ab dort wird sie deutlich größer, da Wasser aus dem nahegelegenen Ainringer Moos in die Kleine Sur abgeleitet wird. Von Thundorf verläuft sie nordwärts und mündet rechtsseitig bei Gessenhart in die Sur.